# Légyvadászfélék

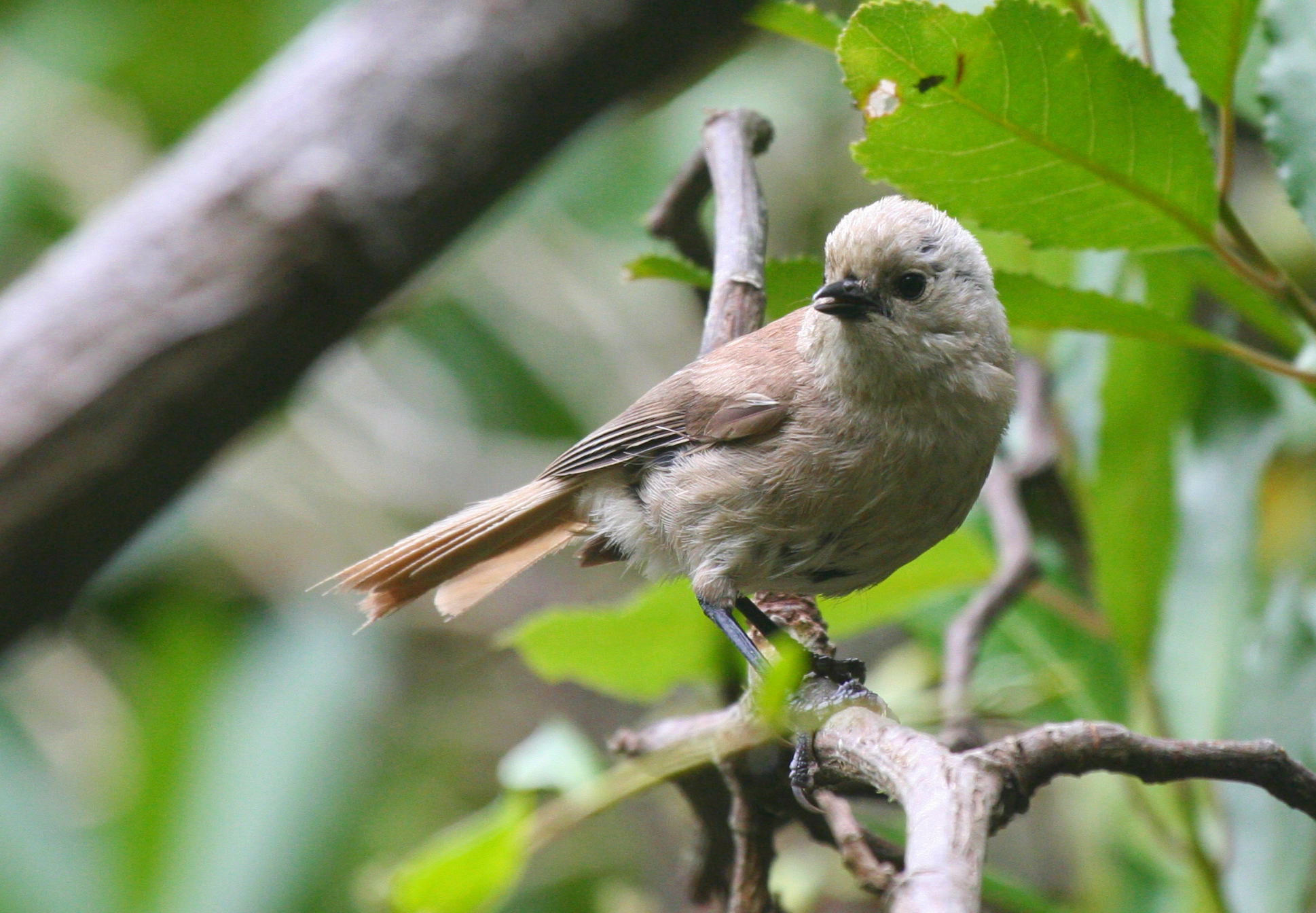
Fehérfejű maoriposzáta (Mohoua albicilla)

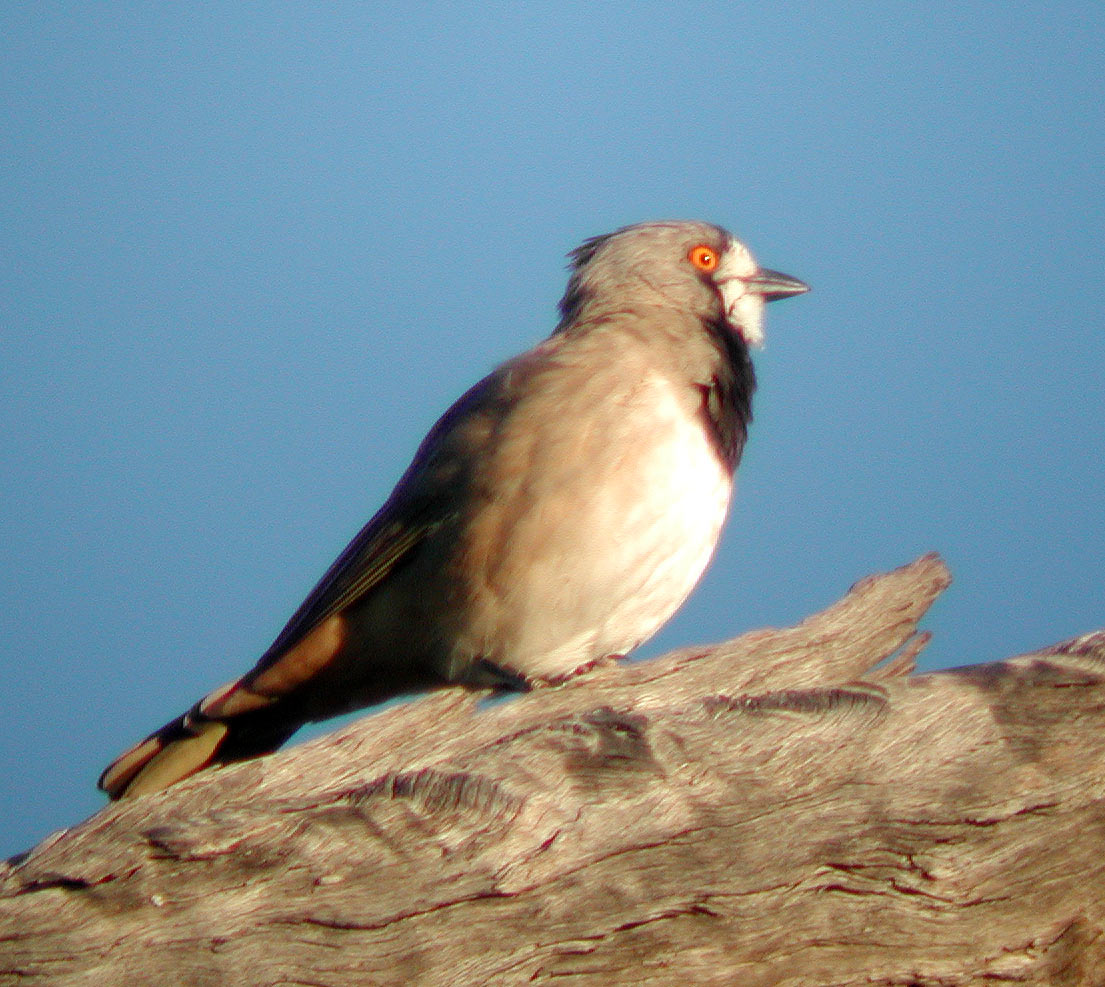
Oreoica gutturalis

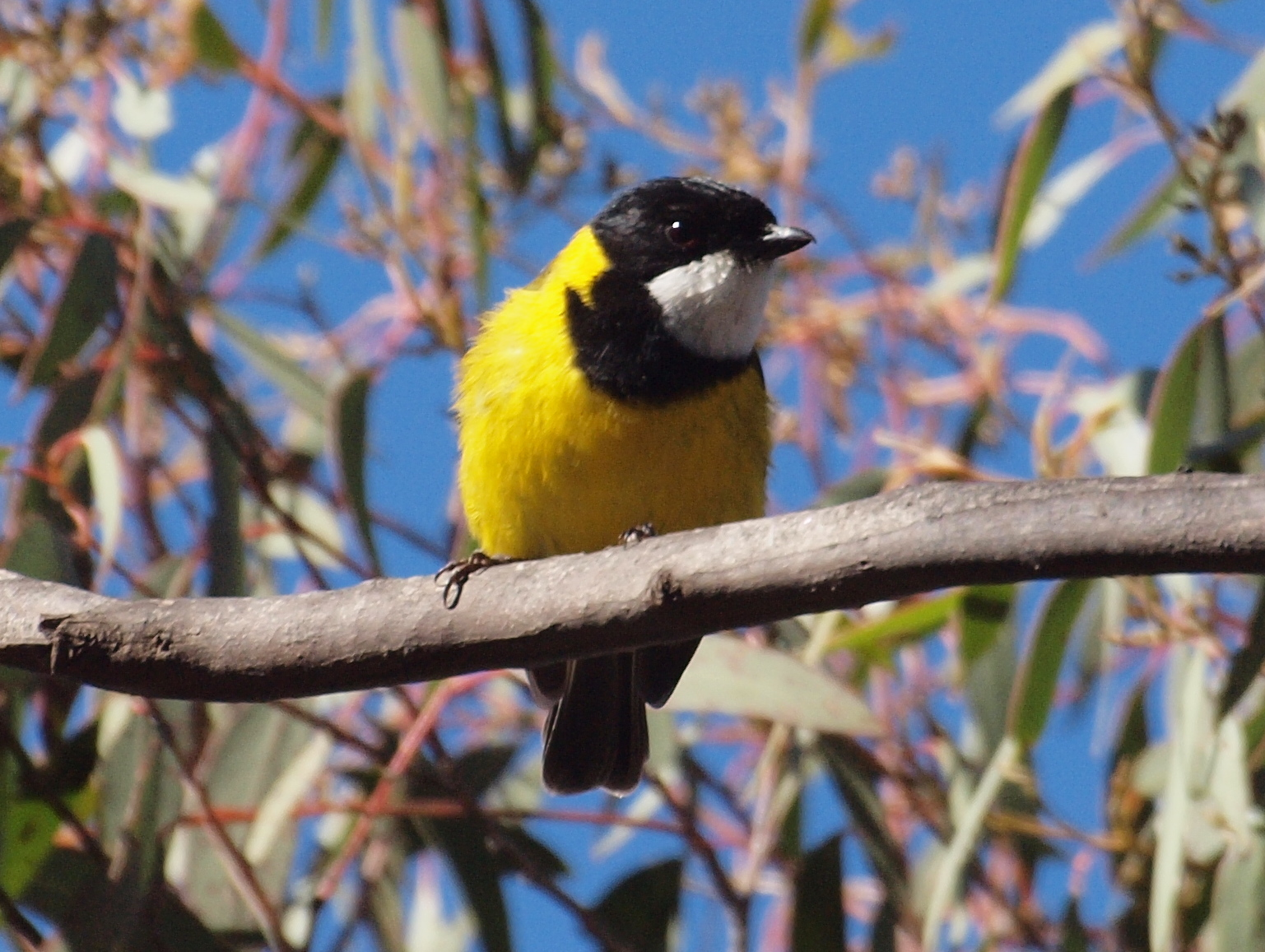
Aranyhasú légyvadász (Pachycephala pectoralis)

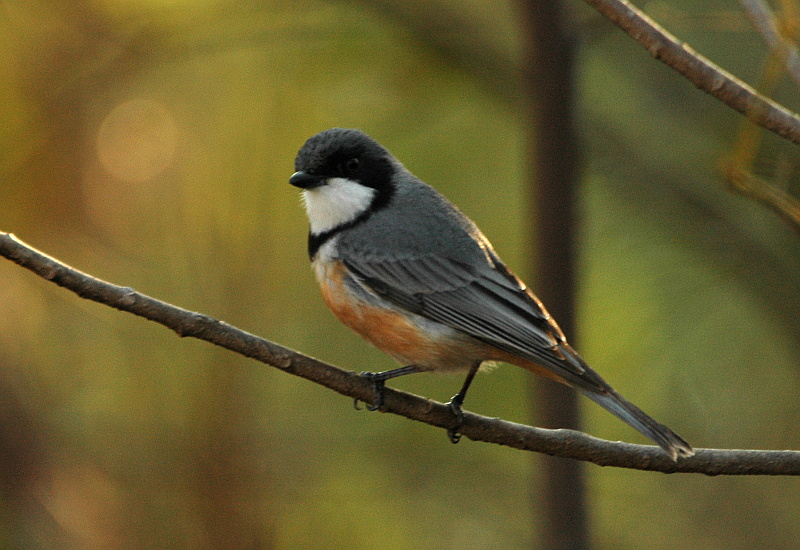
Vöröstorkú légyvadász (Pachycephala rufogularis)

A légyvadászfélék (Pachycephalidae) a madarak osztályának verébalakúak (Passeriformes) rendjébe tartozó család.

## Rendszerezésük
A családot William Swainson írta le 1831-ben, az alábbi nemek és fajok tartoznak ide:
- Pseudorectes - 2 faj
- Colluricincla – 5 faj
- Melanorectes - 1 faj
- Coracornis – 2 faj
- Pachycephala – 33 faj

### Falcunculinae
A Falcunculinae alcsaládba 3 nem és 6 faj tartozik
- Falcunculus  (Vieillot, 1816) – 1 faj
  - búbos gébicscinege (Falcunculus frontatus)

- Oreoica  (Gould,  1838) – 1 faj
  - kolompoló madár (Oreoica gutturalis)

- Rhagologus  (Stresemann & Paludan, 1934) – 1 faj
  - Rhagologus leucostigma

### Pachycephalinae
A Pachycephalinae alcsaládba 8 nem és 51 faj tartozik
- Pachycare (Gould, 1876) – 1 faj
  - Pachycare flavogrisea

- Hylocitrea  (Mathews, 1925) – 1 faj
  - Hylocitrea bonensis

- Aleadryas (Iredale, 1956) – 1 faj
  - Aleadryas rufinucha

- Eulacestoma  (De Vis, 1894) – 1 faj
  - Eulacestoma nigropectus